# Caulochytrium protostelioides
Caulochytrium protostelioides är en svampart som beskrevs av Lindsay Shepherd Olive 1980. Caulochytrium protostelioides ingår i släktet Caulochytrium och familjen Caulochytriaceae.   Inga underarter finns listade i Catalogue of Life.